# Cyphonoxia zemindar
Cyphonoxia zemindar är en skalbaggsart som beskrevs av Sharp 1876. Cyphonoxia zemindar ingår i släktet Cyphonoxia och familjen Melolonthidae. Inga underarter finns listade i Catalogue of Life.